# Widełki (województwo świętokrzyskie)
Widełki – wieś w Polsce położona w województwie świętokrzyskim, w powiecie kieleckim, w gminie Daleszyce.
| SIMC    | Nazwa     | Rodzaj     |
| ------- | --------- | ---------- |
| 0236895 | Brzezinki | część wsi  |
| 0236903 | Łazy      | część wsi  |
| 0236910 | Łukawa    | przysiółek |
| 0236926 | Zarobiny  | przysiółek |

W latach 1975–1998 miejscowość administracyjnie należała do województwa kieleckiego.
Widełki powstały zapewne z osady leśnej w dobrach królewskich Cisów; nie zostały wymienione w XVI-wiecznym registrze poborowym. W 1591 w kluczu cisowskim była czynna huta szkła Widełki, która przestała działać na początku XVII wieku. W 1827 wieś liczyła 19 domów i 118 mieszkańców.  
W latach 30. XX w. we wsi znajdował się przystanek końcowy odnogi trasy kolejki z Kielc do Złotej Wody k. Łagowa.
Widełki są punktem początkowym  żółtego szlaku turystycznego prowadzącego do Szydłowa. Przez wieś przechodzi także  niebieski szlak turystyczny z Chęcin do Łagowa. W odległości około jednego kilometra na północny wschód od górnego krańca wsi znajduje się rezerwat leśny „Zamczysko”.
W miejscowości znajduje się nieczynny wyciąg narciarski o długości 650 metrów.